# Bonjour (wielerploeg)/2002
Deze pagina geeft een overzicht van de wielerploeg Bonjour in 2002.

## Algemeen
Sponsor: Bonjour (gratis krant)
Manager: Philippe Raimbaud
Ploegleiders: Jean-René Bernaudeau, Thierry Bricaud, Christian Guiberteau, Christophe Faudot
Fietsen: Time

## Renners
| Naam                 | Geboortedatum | Nationaliteit | Ploeg 2001            |
| -------------------- | ------------- | ------------- | --------------------- |
| Walter Bénéteau      | 18-07-1972    | Frankrijk     |                       |
| Franck Bouyer        | 17-03-1974    | Frankrijk     |                       |
| Anthony Charteau     | 04-06-1979    | Frankrijk     |                       |
| Sylvain Chavanel     | 30-06-1979    | Frankrijk     |                       |
| Pascal Deramé        | 25-07-1970    | Frankrijk     |                       |
| Jimmy Engoulvent     | 07-12-1979    | Frankrijk     |                       |
| Anthony Geslin       | 09-06-1980    | Frankrijk     |                       |
| Charles Guilbert     | 15-05-1972    | Frankrijk     |                       |
| Maryan Hary          | 27-05-1980    | Frankrijk     | Stagiair              |
| Sébastien Joly       | 25-06-1979    | Frankrijk     |                       |
| Emmanuel Magnien     | 07-05-1971    | Frankrijk     | La Française des Jeux |
| Frédéric Mainguenaud | 10-07-1974    | Frankrijk     |                       |
| Rony Martias         | 04-08-1980    | Frankrijk     | Stagiair              |
| Damien Nazon         | 26-06-1974    | Frankrijk     |                       |
| Olivier Perraudeau   | 09-11-1972    | Frankrijk     |                       |
| Mickael Pichon       | 17-09-1973    | Frankrijk     |                       |
| Jérôme Pineau        | 02-01-1980    | Frankrijk     | Neo                   |
| Franck Renier        | 11-04-1974    | Frankrijk     |                       |
| Didier Rous          | 18-09-1970    | Frankrijk     |                       |
| Fabrice Salanson     | 17-11-1979    | Frankrijk     |                       |
| François Simon       | 28-10-1968    | Frankrijk     |                       |
| Thomas Voeckler      | 22-06-1979    | Frankrijk     |                       |

## Belangrijke overwinningen
| GP de Lillers Winnaar: Pascal Deramé Ronde van Normandië Eindklassement: Jérôme Pineau Ronde van de Sarthe Eindklassement: Didier Rous Ronde van de Vendée Winnaar: Franck Bouyer Vierdaagse van Duinkerken Eindklassement: Sylvain Chavanel Grand Prix du Midi Libre 2e etappe: Fabrice Salanson Ronde van België 2e etappe deel A: Damien Nazon Route du Sud 1e etappe: Damien Nazon Ronde van de Ain 1e etappe: Damien Nazon Ronde van Poitou-Charentes 3e etappe: Damien Nazon |

## Teams

### Ronde van Qatar
21 januari–25 januari
- [61.] Didier Rous
- [62.] Walter Bénéteau
- [63.] Pascal Deramé
- [64.] Sébastien Joly
- [65.] Damien Nazon
- [66.] Franck Renier
- [67.] Fabrice Salanson
- [68.] Emmanuel Magnien

### Ronde van Langkawi
1 februari–10 februari
- [121.] Anthony Charteau
- [122.] Anthony Geslin
- [123.] Charles Guilbert
- [124.] Jimmy Engoulvent
- [125.] Mickael Pichon
- [126.] Jérôme Pineau
- [127.] Thomas Voeckler

### Ster van Bessèges
6 februari–10 februari
- [111.] François Simon
- [112.] Didier Rous
- [113.] Damien Nazon
- [114.] Frédéric Mainguenaud
- [115.] Franck Bouyer
- [116.] Sébastien Joly
- [117.] Pascal Deramé
- [118.] Fabrice Salanson

### Ronde van Vlaanderen
7 april
- [161.] Pascal Deramé
- [162.] Jimmy Engoulvent
- [163.] Sébastien Joly
- [164.] Emmanuel Magnien
- [165.] Frédéric Mainguenaud
- [166.] François Simon
- [167.] Franck Renier
- [168.] Thomas Voeckler

### Ronde van Duitsland
3 juni–9 juni
- [101.] Charles Guilbert
- [102.] Damien Nazon
- [103.] Olivier Perraudeau
- [104.] Pascal Deramé
- [105.] Jimmy Engoulvent
- [106.] Sébastien Joly
- [107.] Thomas Voeckler
- [108.] Fabrice Salanson

### Ronde van Frankrijk
6 juli–28 juli
- [111.] Didier Rous
- [112.] Walter Bénéteau
- [113.] Franck Bouyer
- [114.] Sylvain Chavanel
- [115.] Emmanuel Magnien
- [116.] Damien Nazon
- [117.] Jérôme Pineau
- [118.] Franck Renier
- [119.] François Simon

### Ronde van de Toekomst
5 september–14 september
- [81.] Fabrice Salanson
- [82.] Anthony Charteau
- [83.] Jimmy Engoulvent
- [84.] Anthony Geslin
- [85.] Sébastien Joly
- [86.] Thomas Voeckler

2000 · 2001 · 2002 · 2003 · 2004 · 2005 · 2006 · 2007 · 2008 · 2009 · 2010 · 2011 · 2012 · 2013 · 2014 · 2015 · 2016 · 2017 · 2018 · 2019 · 2020 · 2021 · 2022 · 2023 · 2024 · 2025